# 昆玉河線
昆玉河線 (こんぎょくかせん) とは中国雲南省昆明市呈貢区にある昆明南駅および昆明市晋寧区の昆陽駅から、同省紅河ハニ族イ族自治州河口ヤオ族自治県の河口北駅を結ぶ鉄道路線。単線・電化。

## 概要
昆玉線・玉蒙線・蒙河線、および昆明南駅から昆陽市を連絡する新線により構成される。運休した昆河線に代り、雲南省とベトナムとの間を連絡するアジア横断鉄道の構想の実現を目指して建設された。